# 出来島本町
出来島本町（できじまほんちょう）は、徳島県徳島市の町名。現行行政地名は出来島本町一丁目から出来島本町四丁目。2009年12月現在の人口は791人、世帯数は285世帯。郵便番号は〒770-0823。

## 地理
徳島市の北東部に位置し、内町地区に属している。西は新町川に面している。主に住宅地として利用されるが、徳島バス、阿波交通の車庫が集中するなど県内におけるバス交通の要衝となっている。

### 河川
- 新町川

## 歴史
元は出来島町の一部で、1941年（昭和16年）より現在の町名となった。

## 施設
- 徳島障害者職業センター - 徳島公共職業安定所（ハローワーク徳島）を併設する。
- 出来島公園
- 徳島バス本社